# Juicios sobre crímenes de guerra de Jabárovsk

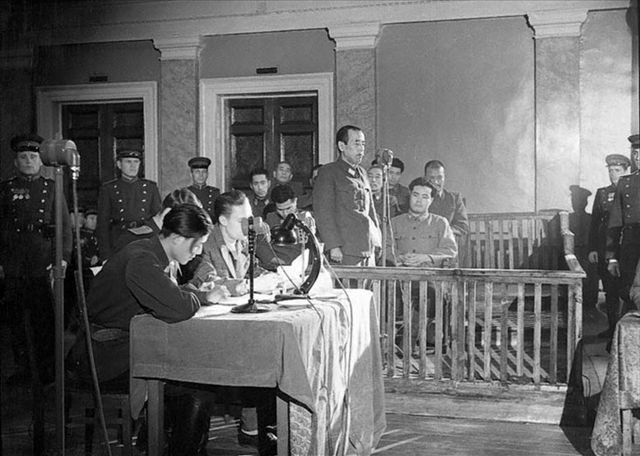
Juicio de Otozō Yamada en Jabárovsk, Rusia, 1949.

Los Juicios sobre crímenes de guerra de Jabárovsk fueron una serie de audiencias celebradas entre el 25 de diciembre de 1949 y el 31 del mismo mes en la ciudad de Jabárovsk, en la antigua Unión Soviética. En ellos, doce miembros del ejército Kwantung japonés fueron juzgados como criminales de guerra por la fabricación y uso de armas biológicas durante la Segunda Guerra Mundial. Sin embargo, el principal responsable de la guerra bacteriológica japonesa, Shiro Ishii, no fue imputado en este ni en ningún otro juicio. El abogado que llevaba el caso en los juicios de Jabarovsk fue Lev Smirnov, que había sido uno de los querellantes soviéticos de los juicios de Núremberg contra los médicos nazis que habían experimentado con humanos en los campos de exterminio como Auschwitz y Dachau.
Durante los juicios, algunos de los acusados, como Kiyashi Kawashima, declaró que, ya en 1941, unos 40 miembros del Escuadrón 731 lanzaron pulgas contaminadas sobre la localidad china de Changde, causando el inicio de una epidemia de peste.
Los doce criminales de guerra acusados fueron declarados culpables y condenados a penas que oscilaban entre dos y veinticinco años en un campo de trabajo. Una transcripción parcial de los procedimientos del juicio fue publicada en diversos lenguajes en 1950. Todos los encausados fueron repatriados a Japón en 1956.
En el inicio de las décadas posteriores,un programa de investigación guerra bacteriológica ha sido relacionado con la información obtenida por la URSS en este juicio.

## Condenas
- General Otozō Yamada, excomandante en Jefe del Ejército Kwantung, 25 años.
- Teniente General Kajitsuka Ryuji, el exjefe de Administración Médica, 25 años.
- Teniente General Takaatsu Takahashi, exjefe del Servicio Veterinario, 25 años.
- General Kiyoshi Kawashima, exjefe de la Unidad 731, 25 años.
- Mayor Karasawa Tomio, el exjefe de una sección de la Unidad 731, 18 años.
- Teniente coronel Nishi Toshihide, el exjefe de una división de la Unidad 731, 20 años.
- Mayor Onoue Masao, el exjefe de una rama de la Unidad 731, 12 años.
- Mayor General Sato Shunji, exjefe de Servicio Médico, 5º Ejército, 20 años.
- Teniente Hirazakura Zensaku, exinvestigador de la Unidad 100, 10 años.
- Sargento Mitomo Kazuo, exmiembro de la Unidad 100, 15 años.
- Cabo Kikuchi Norimitsu, ex asistente médico de la Rama 643 de la Unidad 731, 2 años.
- Kurushima Yuji, responsable del laboratorio de la Rama 162 de la Unidad 731, 3 años.